# کجا-قروم (شهرستان قدم‌جای)
کجا-قروم (به لاتین: Kojo-Korum) یک منطقهٔ مسکونی در قرقیزستان است که در شهرستان قدم‌جای واقع شده‌است. کجا-قروم ۷۰ نفر جمعیت دارد و ۱٬۶۸۱ متر بالاتر از سطح دریا واقع شده‌است.